# 공영규
공영규(孔永規, 1941년 4월 25일 ~ 2016년 1월 31일)는 제9대 부산고등검찰청 검사장 등을 역임한 법조인이다. 배우자 이영희와 아들 공진원, 공진호가 있다.

## 생애
1941년 4월 25일 부산광역시에서 태어나 1959년 경남고등학교와 1964년 서울대학교 법학과를 졸업하고 1966년 제6회 사법시험에서 합격하여 서울대학교 사법대학원 석사과정을 이수 중이던 1968년 공군 복무관을 거쳐 1971년 대구지방검찰청 검사에 임용되었다.
대구지방검찰청 검사로 재직하던 1973년 8월 20일에 과속하다 10살 아이를 치어 중상에 이르게 하고 그대로 달아나다 목격자인 택시 운전자가 뒤따르자 30대 남자 보행자와 파출소 소속 경찰관을 치어 숨지게 한 뒤에 달아났던 20대 택시 기사에 대해 "번화가에서 시속 100km의 과속으로 주행한 것은 큰 사고를 충분히 예상하고 저지른 범행이기에 미필적 고의에 의한 살인"이라고 하면서 살인죄와 업무상 과실치상 등을 적용하여 사형을 구형했다. 대구지방법원 형사합의부(재판장 성병현)는 1973년 8월 24일에 "살인의 미필적 고의가 인정되고 결과가 너무도 참혹하기 때문에 중형을 선고한다"면서 무기징역을 선고했다.
서울지방검찰청 형사3부 검사로 재직할 때 서울시내 15개 공,사립혈액원에 대한 수사를 하여 이중 매독 간염균이 등 균이 있는 혈액을 채혈 판매하거나 공정가격대로 지불하지 않은 서울시 성동구 화양동 민중병원혈액원 병리사 등 6개 사립 병원 혈액원 병리사 6명을 혈액관리법 위반 등으로 구속하고 관계 병원 의사 6명을 불구속 입건했다.
1993년 3월 공직자 재산 공개에서 검찰, 법원 소속 공무원의 재산 관련하여 논란이 있은 가운데 공영규는 자택 외에는 부동산이 없는 것으로 드러나 청렴하다는 평가를 받았으나서울고등검찰청 차장검사로 재직하던 1993년 9월 공직자 재신 신고에서 논란이 일자 공영규는 "이번에 새로 등록한 적금 6천만원은 지난 공개 당시에는 매월 불입 중인 상태여서 굳이 공개할 필요가 없는 것으로 생각했으나 이번에는 기준에 따라 추가 등록했을 뿐"이라고 항변했다.
법무법인 광장에서 고문 변호사로 재직하던 2015년 1월 21일에 어머니가 사망했던 공영규는 그 직후인 2016년 1월 31일에 사망했다. 아버지는 2001년 3월 2일 사망했다.

## 경력
- 1968년 공군법무관
- 1971년 대구지방검찰청 검사
- 1974년 서울지방검찰청 검사
- 1977년 법무부 법무실 겸 서울지방검찰청 검사
- 1980년 서울지방검찰청 남부지청 검사
- 1981년 법무연수원 파견
- 1982년 대검찰청 공안자료과장(고등검찰관)
- 1983년 부산지방검찰청 공안부장 검사
- 1985년 인천지방검찰청 부장검사
- 1986년 서울지방검찰청 동부지청 특별수사부장
- 1987년 서울지방검찰청 형사2부장
- 1988년 마산지방검찰청 차장검사
- 1989년 대전지방검찰청 차장검사
- 1991년 서울지방검찰청 3차장검사
- 1992년 8월 6일 ~ 1993년 3월 16일 제16대 서울지방검찰청 북부지청장
- 1993년 서울고등검찰청 차장검사
- 1994년 대검찰청 형사부 부장
- 1995년 9월 20일 ~ 1997년 1월 22일 제16대 수원지방검찰청 검사장
- 1997년 법무부 법무실 실장
- 1997년 부산고등검찰청 차장검사
- 1997년 8월 11일 ~ 1998년 3월 18일 제9대 부산고등검찰청 검사장
- 1998년 4월 15일 ~ 1999년 3월 2일 한국형사정책연구원장
- 1999년 ~ 2016년 법무법인 광장 변호사